# Jude Weng

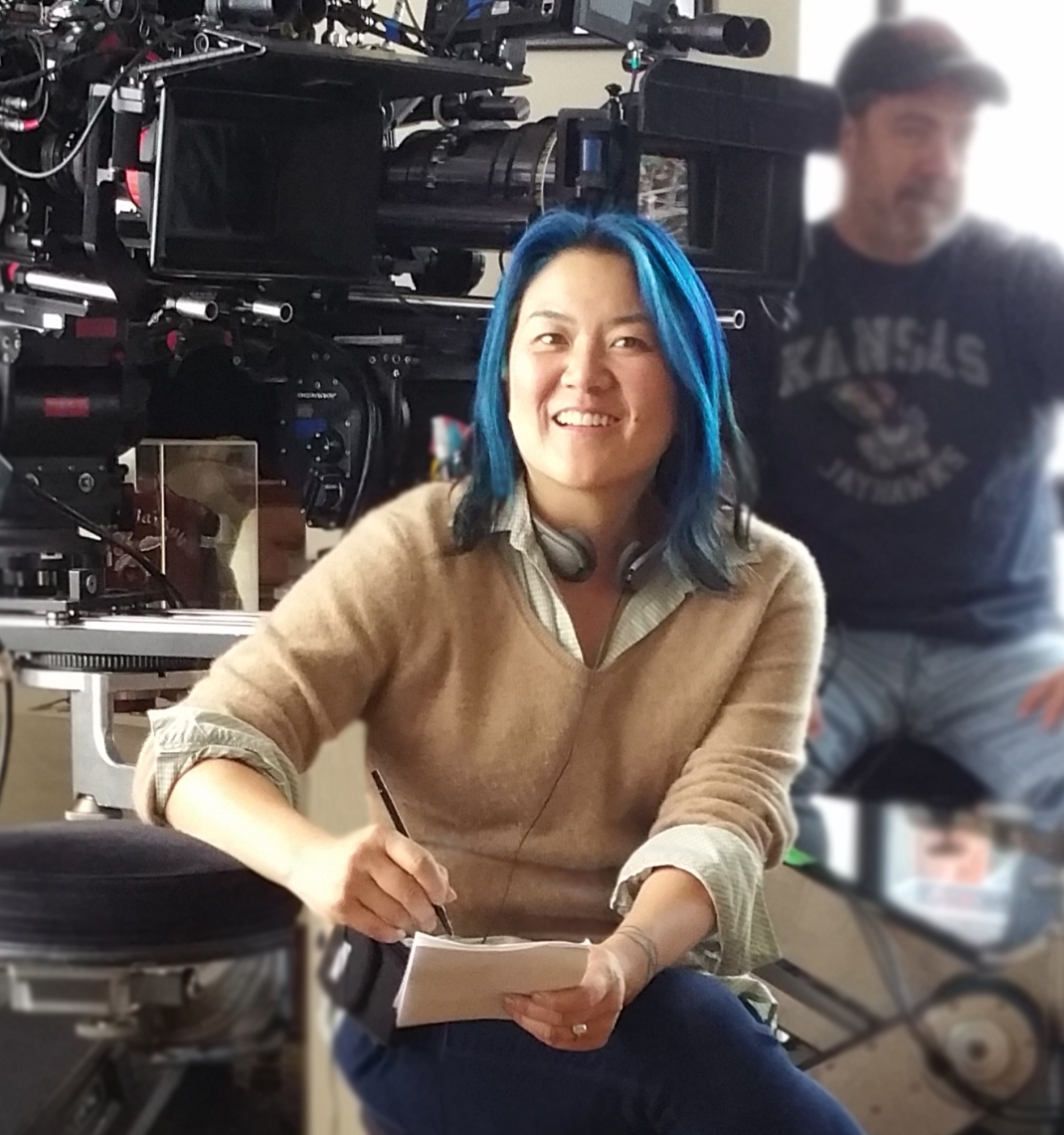
Jude Weng 2016

Jude Weng (chinesisch 翁菲菲, Pinyin Weng Fei-fei, * in Taipeh, Taiwan) ist eine US-amerikanische Fernsehregisseurin, Drehbuchautorin und Filmproduzentin.

## Leben
Jude Weng wurde in Taipeh, Taiwan geboren. Sie begann für das US-amerikanische Fernsehen zu drehen. Ausgebildet wurde sie unter anderem vom American Film Institute Directing Workshop for Women, Disneys ABC Directing Program, Warner Bros. Television Directors’ Workshop und im HBOAccess Writing Fellowship.
Sie drehte verschiedene Episoden für Fernsehserien wie Black-ish (ABC), The Good Place (NBC), iZombie (The CW), Unbreakable Kimmy Schmidt (Netflix), Fresh Off the Boat (ABC), Crazy Ex-Girlfriend (The CW), Life in Pieces (CBS), Young Sheldon (CBS) und Call Me Kat (Fox). 2019 wurde sie die erste asiatisch-amerikanische Regisseurin, die eine Network-Pilotfolge drehen durfte. Es handelte sich um ein Comedy-Special von Jessica Gaio für ABC.
2021 erschien ihr Debüt-Langfilm Abenteuer ʻOhana auf Netflix. Daneben schrieb und produzierte sie den Film Buddy Games.

## Filmografie

### Als Regisseurin
- 2008: Real Simple. Real Life (9 Episoden, auch Produzentin)
- 2009: Medium P.I.(Fernsehspecial, auch Produzentin)
- 2011: The Short Cut (Kurzfilm)
- 2016–2018: Crazy Ex-Girlfriend (3 Episoden)
- 2016–2018: Life in Pieces (3 Episoden)
- 2016–2019: Fresh Off the Boat (6 Episoden)
- 2017–2019: The Good Place (3 Episoden)
- 2017–2021: Black-ish (4 Episoden)
- 2018: Ghosted (Episode 1x13)
- 2018: Camping (2 Episoden)
- 2018: Unbreakable Kimmy Schmidt (Episode 4x06)
- 2018–2019: IZombie (2 Episoden)
- 2018–2019: Young Sheldon (2 Episoden)
- 2019: Grown-ish (2 Episoden)
- 2019: American Princess (Episode 1x04)
- 2020: Shameless (Episode 11x03)
- 2021: Abenteuer ʻOhana (Finding ’Ohana)
- 2021: Ein großer Sprung (The Big Leap, Episode 1x09)
- 2021: Hauswirtschaft (Home Economics, Episode 2x04)
- 2021: Die Conners (The Conners, 2 Episoden)
- 2021: Call Me Kat (Episode 1x12)
- 2021: Punky Brewster (Episode 1x06)

### Als Produzentin
- 2000: Survivor (Fernsehserie)
- 2001: Boot Camp
- 2004: Next Action Star (Fernsehserie)
- 2006: Black. White. (Fernsehserie)
- 2008: Scott Baio Is 45… And Single (Fernsehserie)
- 2008; Culture Clash Weddings (Fernsehfilm)
- 2010: Amityville: The Final Testament (Fernsehfilm)
- 2011: Shedding for the Wedding (Fernsehserie)
- 2019: Buddy Games (auch Drehbuchautorin)